# Rogers Arena
Rogers Arena je višenamjenska dvorana koja se nalazi u Vancouveru u kanadskoj pokrajini Britanskoj Kolumbiji,  koja je u vlasništvu Canucks Sports & Entertainment. 
Dvorana je dom hokejaškog tima Vancouver Canucksa.
Dvorana je otvorana 1995. godine i njezina izgradnja je koštala C$160 mil. te joj je prvotno ime bilo General Motors Place.
U svrhu ZOI 2010 dvorana mijenja ime u Canada Hockey Place.
Osim za hokeja dvorana se koristi za koncerte te je nekad bila dom NBA momčadi Vancouver Grizzlies.
U svrhu hokeja kapacitet dvorane je 18.860 gledatelja, a u svrhu koncerata je 19.000.